# Mariano Arana
Pour les articles homonymes, voir Arana.
Mariano Arana, né le 6 mars 1933 à Montevideo et mort le 4 juin 2023, est un architecte uruguayen, ancien ministre du Logement, de l'Aménagement du territoire et de l'Environnement du gouvernement Vázquez et maire de Montevideo de 1994 à 2005. Sénateur de 1989 à 1994, il est membre fondateur de l'Axe artiguiste, un parti centriste qui fait partie de la coalition du Front large (gauche).

## Biographie
Descendant d'immigrés espagnols d'origine basque, Arana étudie au lycée français de Montevideo puis à la faculté d'architecture de l'Université de la République de Montevideo. Il enseigne ensuite à l'Institut d'histoire de l'Architecture, organisme qu'il préside également. Fondateur des éditions Banda Oriental (es), il préside la Commission du patrimoine historique, artistique et culturel de la nation de 1985 à 1989. Il écrit de nombreux livres, tant sur l'architecture que sur la politique.
Fondateur de l'Axe artiguiste, il est sur ces listes sénateur en 1989. En 1984, il est le candidat du Front large à la mairie de Montevideo, ainsi que dix ans plus tard, réussissant alors à se faire élire avec 42 % des voix. Il est réélu aux municipales de 2000 avec 58 % du total des suffrages exprimés.
En tant que maire, il met en place le Plan stratégique de Montevideo visant à réhabiliter les bâtiments anciens et à rénover le plan urbanistique,. Après l'élection de Tabaré Vázquez fin 2004, il est nommé Ministre du Logement et de l'Aménagement du territoire, avec comme sous-secrétaire Jaime Igorra. Il a notamment à gérer la crise avec l'Argentine (« guerre du papier »). À l'occasion du remaniement ministériel du 1er mars 2008, il est remplacé par l'ingénieur Carlos Colacce, retrouvant alors son siège au Sénat. L'Axe artiguiste s'associant avec le CAP-L pour les élections générales de 2009, il se présente en tant que sénateur mais n'est pas réélu.